# Marta Ferrer
Marta María Ferrer González (Madrid, 19 de septiembre de 1984) es una periodista y locutora española vinculada a la cadena de emisoras Kiss FM, del Grupo KISS Media.
Estudió periodismo en la Universidad Complutense de Madrid. En el año 2005 pasó a formar parte del equipo de redacción de informativos y programas en Onda Cero Ibiza y un año después en Cadena Cope Ibiza. 
En enero de 2007 se incorpora a la sección de Motor del diario El Mundo y elmundo.es realizando reportajes tanto para la versión web como para la versión en papel.
Es en 2008 cuando se incorpora al Grupo Kiss Media como parte del equipo de Kiss TV, presentado los boletines informativos de la cadena.
El 3 de octubre de 2011 empieza su etapa como presentadora de “Las mañanas Kiss”, el programa despertador de Kiss FM, junto a Cristina Lasvignes y Alfredo Arense. Desde entonces, se mantiene en el mismo espacio al frente de la información.
En 2018, Las mañanas Kiss ganó la Antena de Oro en la categoría de Radio.
En 2016, comenzó un nuevo programa de TV de temática musical en DKiss junto con su compañero en la radio Xavi Rodríguez.